# Emmy Murphy

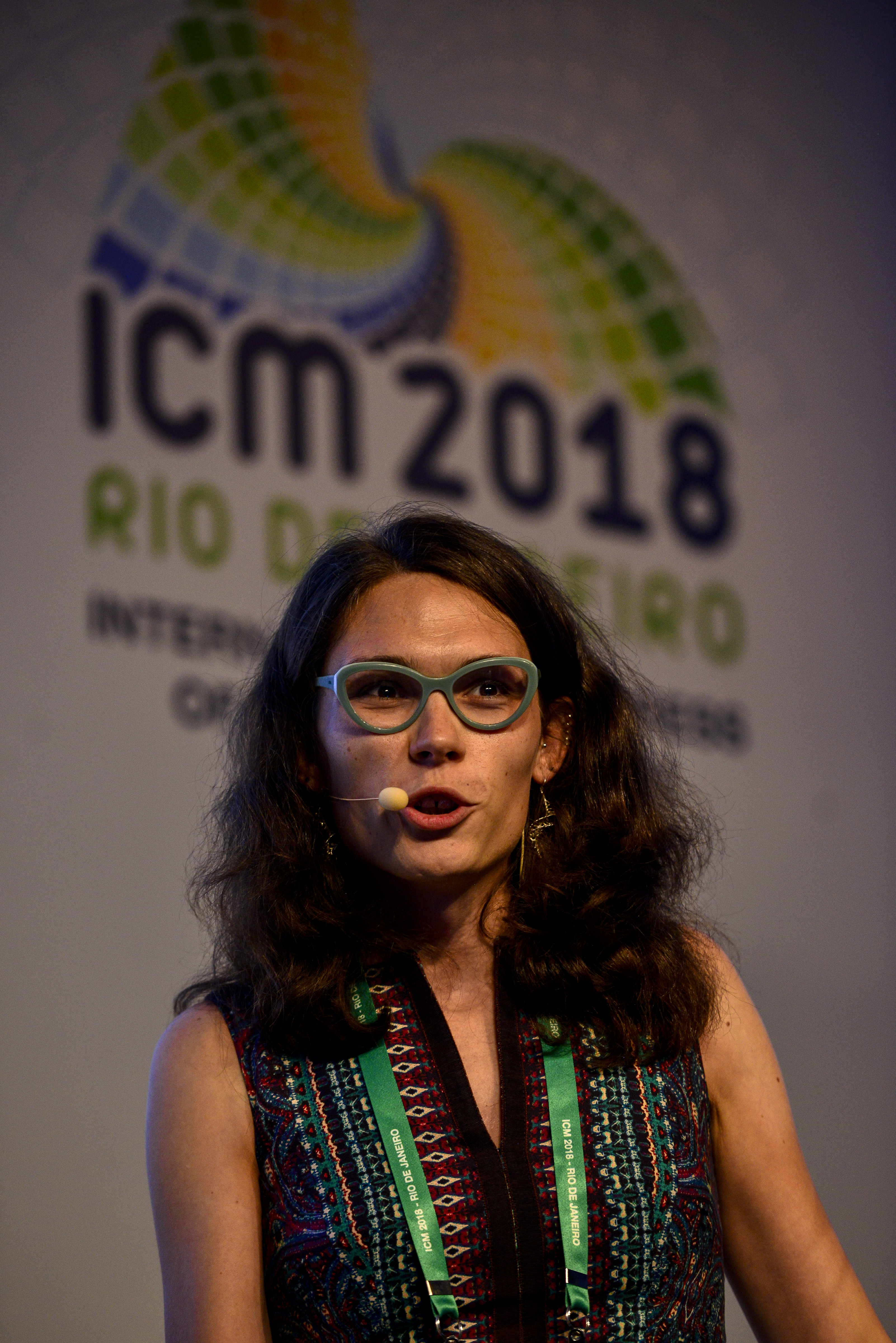
Emmy Murphy auf dem Internationalen Mathematikerkongress 2018

Emmy Murphy ist eine US-amerikanische Mathematikerin, die sich mit symplektischer Geometrie und symplektischer und geometrischer Topologie befasst.
Emmy Murphy studierte Mathematik an der University of Nevada, Reno, mit dem Bachelor-Abschluss 2007 und wurde 2012 bei Yakov Eliashberg an der Stanford University promoviert (Loose Legendrian Embeddings in High Dimensional Contact Manifolds). Danach war sie Moore Instructor und ab 2014 Assistant Professor am Massachusetts Institute of Technology. Ab 2016 war sie Assistant Professor an der Northwestern University, an der sie 2018 Associate Professor wurde. Seit 2021 ist sie Professorin an der Princeton University.
2015 wurde sie Sloan Research Fellow und erhielt einen Preis der königlich belgischen Akademie der Wissenschaften für Arbeiten über Kontaktstrukturen, sie war 2016/17 Radcliffe Institute Fellow in Harvard und sie erhielt den Joan & Joseph Birman Research Prize in Topology and Geometry der Association for Women in Mathematics. Für 2020 erhielt sie den New Horizons in Mathematics Prize für Arbeiten symplektischer Geometrie und Kontaktgeometrie und speziell die Einführung loser Legendrescher Untermannigfaltigkeiten und mit Matthew Strom Borman und Yakov Eliashberg führte sie overtwisted Kontaktstrukturen in höheren Dimensionen ein. 2019 war sie von Neumann Fellow am Institute for Advanced Study. 2025 erhielt Murphy den Krieger-Nelson-Preis der Canadian Mathematical Society.

## Schriften (Auswahl)
- Loose Legendrian embeddings in high dimensional contact manifolds, Arxiv 2012
- mit Yakov Eliashberg: Lagrangian caps, Geometric and Functional Analysis, Band 23, 2013, S. 1483–1514, Arxiv
- mit Tobias Ekholm, Y. Eliashberg, Ivan Smith: Constructing exact Lagrangian immersions with few double points, Geometric and Functional Analysis, Band 23, 2013, S. 1772–1803, Arxiv
- mit K. Niederkrüger, O. Plamenevskaya, A. Stipsicz: Loose Legendrians and the plastikstufe, Geometry & Topology, Band 17, 2013, S. 1791–1814, Arxiv
- mit R. Casals, F. Presas: Geometric criteria for overtwistedness, Arxiv 2015
- mit Matthew Strom Borman, Yakov Eliashberg: Existence and classification of overtwisted contact structures in all dimensions, Acta Mathematica, Band 215, 2015, S. 281–361, Arxiv 2014
- mit Yakov Eliashberg: Making cobordisms symplectic, Arxiv 2015
- mit Roger Casals: Legendrian Fronts for Affine Varieties, Duke Math. J., Band 168, 2019,  S. 225–323, Arxiv